# El pueblo unido
El pueblo unido (spanisch Das vereinte Volk) ist eines der bekanntesten Lieder aus der Neo-Folklore-Bewegung (Nueva Canción Chilena genannt), das im letzten Jahr der Regierung Salvador Allendes komponiert wurde.
Nach dem Putsch in Chile 1973, bei dem das Militär den demokratisch gewählten, sozialistischen Präsidenten Salvador Allende stürzte, wurde das Lied zu einem Symbol des Widerstands gegen die Diktatur Augusto Pinochets.
Die Musik schrieb der chilenische Komponist Sergio Ortega, der nach dem Militärputsch 1973 nach Frankreich ins Exil ging. Den Text verfasste die chilenische Gruppe Quilapayún, die am Tag des Putsches auf einer Europatournee in Frankreich war und nicht zurückkehren konnte; ihre Mitglieder lebten bis 1988 im Exil.
Der Refrain ist zugleich Kernaussage:

«El Pueblo unido, jamás será vencido»

„Das vereinte Volk wird niemals besiegt werden“

Mit El pueblo unido verbindet vor allem die sozialistische Linke den Freiheitskampf des chilenischen Volkes, das nach ihrer Auffassung stellvertretend für die anderen unterdrückten Völker kämpfte. Damit hat es als Freiheitslied für viele Linke eine ähnlich große Bedeutung wie etwa die Internationale.

## Sonstiges
1975 schrieb der US-amerikanische Komponist Frederic Rzewski das einstündige Klavierwerk The People United Will Never Be Defeated!, das aus 36 Variationen über das Kampflied besteht. Der deutsche Liedermacher Hannes Wader verfasste 1977 eine deutsche Version, die den spanischen Refrain beibehielt. Der italienische Jazzpianist Giovanni Mirabassi schuf 2000 eine melancholische Improvisation.